# 稲荷神社 (三郷市谷口)
稲荷神社（いなりじんじゃ）は、埼玉県三郷市の神社。

## 歴史
1746年（延享3年）に創建された。創建まもなくの宝暦年間（1751年 - 1764年）に、花和田村から谷口村が分村している。谷口村の鎮守として祀られていた。近くにあった「真福寺」が別当寺であった。真福寺は真言宗の寺院であったが、現在は廃寺状態になっている。
1872年（明治5年）、近代社格制度に基づく「村社」に列せられ、1907年（明治40年）の神社合祀により、周辺の3社が合祀された。

## 交通アクセス
- 三郷中央駅より徒歩21分。